# Castello di Avise
Il castello di Avise è una massiccia costruzione situata all'ingresso del borgo valdostano omonimo, che viene spesso confuso con il castello di Blonay che si impone nel centro del paese nei pressi della chiesa e che fu la prima dimora della famiglia d'Avise. I nobili successivamente si spostarono al castello di Avise, ed esso porta ancora oggi il loro nome.

## Storia
Il castello venne fatto erigere nel 1492 da Boniface d'Avise o Rodolphe d'Avise e fu a lungo in mano alla famiglia.
All'estinzione dei d'Avise passò ai Bianco di San Secondo, i quali nel 1798 la cedettero a privati.
Oggi è saltuariamente sede di esposizioni.

## Architettura
Il castello è ben conservato. Più che di un castello si tratta di una casaforte alla quale venne affiancata una torre quadrata, leggermente più alta del resto dell'edificio, alla cui sommità presenta delle eleganti caditoie decorate dal motivo gotico detto a goccia rovesciata.

Piantina del castello a luglio 1936 (Carlo Nigra).

La facciata è costellata di finestre geminate del XVI secolo di notevole effetto, spesso realizzate con inserti lapidei antichi a fare da cornice. Come rileva il geologo Francesco Prinetti, la facciata mostra esemplari delle tre principali famiglie di rocce rinvenibili nel territorio: i marmi oceanici si alternano agli gneiss, originari del basamento continentale, e alle anfiboliti, derivanti da intrusioni magmatiche profonde avvenute in epoche passate. Gli elementi decorativi, dalla quadratura delle porte e delle finestre agli elementi a chiglia rovesciata, sono realizzati con marmi e calcescisti.
La porta d'ingresso della torre è sovrastata dagli stemmi della famiglia scolpiti e il motto "Qui tost Avise tard se repent".
In tutto il castello sono ben leggibili le varie fasi costruttive e le modifiche che si sono succedute nei secoli: alcuni passaggi sono stati murati, mentre sono state nel tempo inserite finestre a dare più luce agli ambienti, in sintonia con i mutati usi nobiliari.

Il castello in una foto di Carlo Nigra.
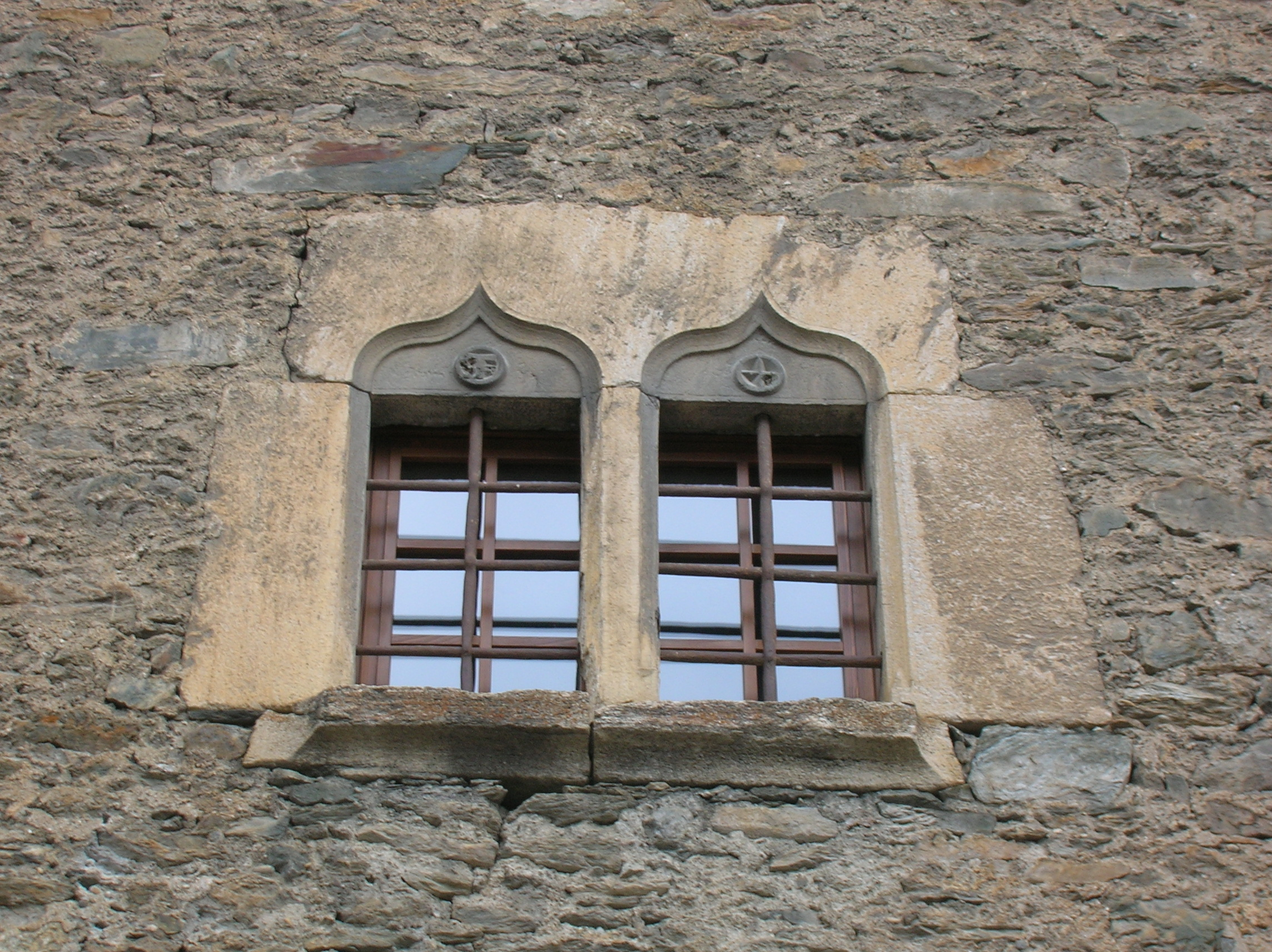
Dettaglio di una finestra.
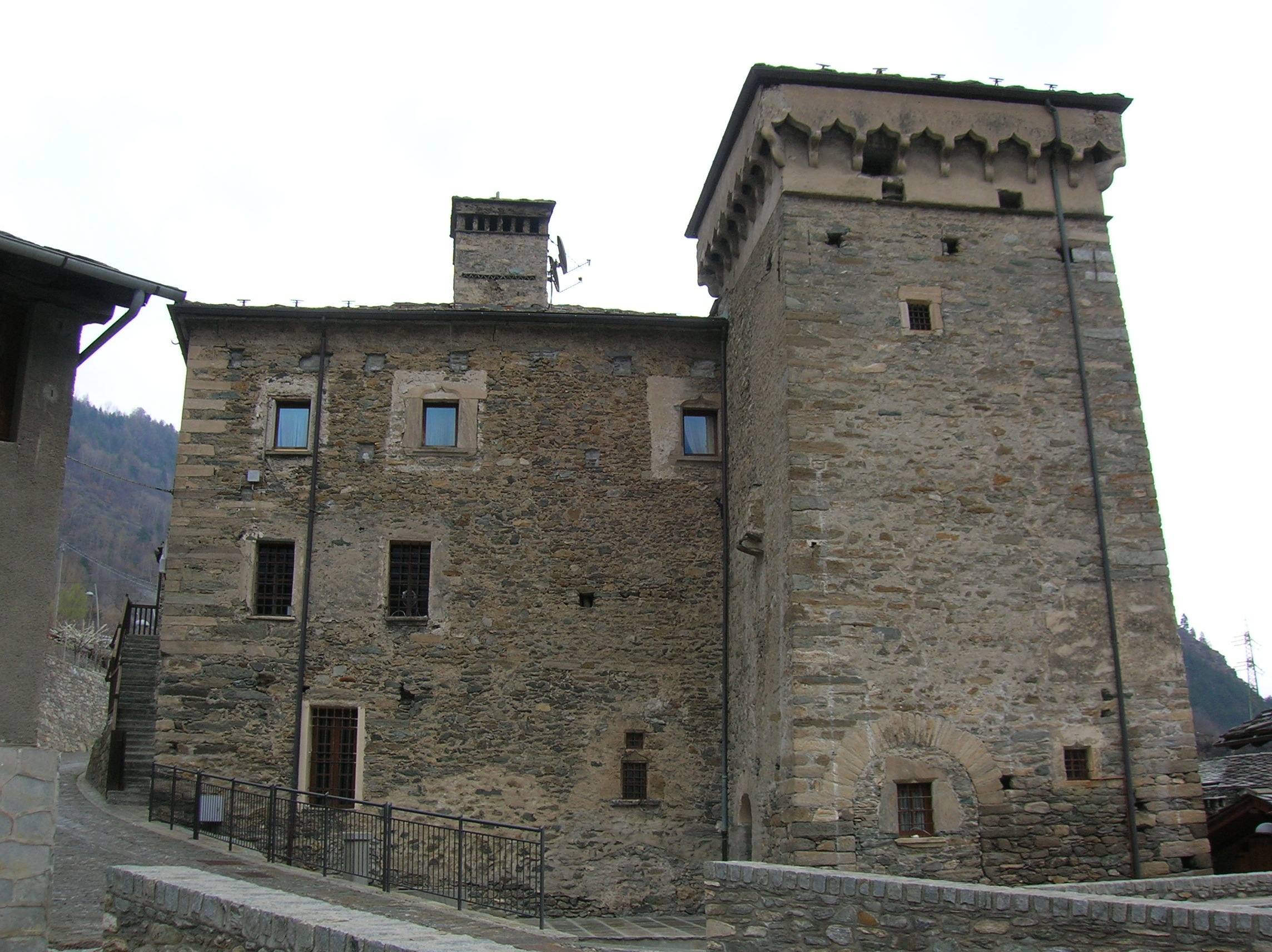
La facciata occidentale del castello all'imbocco del paese.
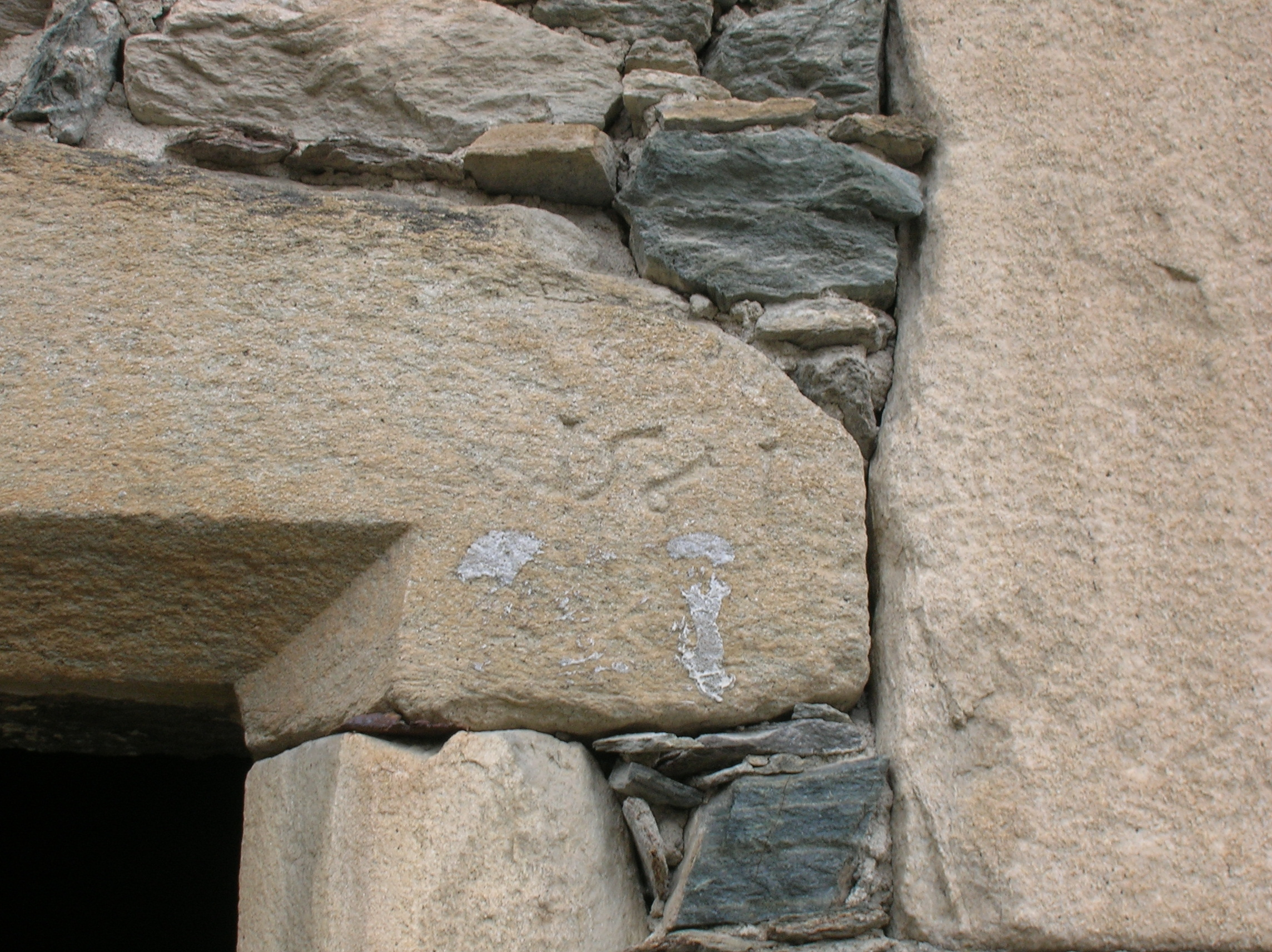
Dettaglio di data incisa sulla porta.

### Interni
Al piano terra si trova la cucina, che ospitava la collezione di peltri raccolta da uno degli ultimi componenti della famiglia d'Avise, oggi dispersa.

La cucina o "sala dei peltri", con ancora presente la collezione di peltri in una foto del 1936.

Al primo piano è presente la "stanza della cassaforte", a rappresentare la quotidianità dell'alta-borghesia valdostana nella seconda metà del XIX secolo, e la "sala delle mensole", così chiamata per la presenza di 14 mensole lignee scolpite, a raffigurare figure in costume quattrocentesco, animali o mostri mitologici, con un chiaro rimando - di recupero ottocentesco - al gusto castellano medievale valdostano.
All'interno si trova anche una grande sala dal soffitto a cassettoni.
Nel castello si incontrano alcuni brandelli di affreschi e decorazioni, a cui si sovrappongono graffiti di varie epoche (anche se non di interesse quanto quelli del castello di Issogne).